# لیبرتو

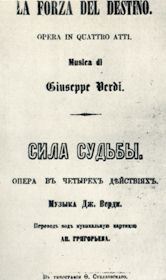
صفحه نخست از اپرانامه نیروی سرنوشت جوزپه وردی

لیبرتو یا اپرانامه متن آوازها و گفتارهایی است که در یک نمایش اپرا به کار می‌رود. واژه بکاررفته در زبان‌های اروپایی برای این مفهوم واژه ایتالیایی لیبرتو (libretto) به معنی «کتابچه» است.
واژه اپرانامه از برنهاده‌های فرهنگستان زبان و ادب فارسی است.